# Великий Двір (присілок, Великодвірське сільське поселення)
Великий Двір (рос. Большой Двор) — присілок Бокситогорського району Ленінградської області Росії. Входить до складу Великодвірського сільського поселення.
Населення — 1139 особи (2007 рік).

## Населення
| 2007 | 2010  | 2017  |
| ---- | ----- | ----- |
| 1139 | ↘1002 | ↗1011 |